# Paul Güßfeldt

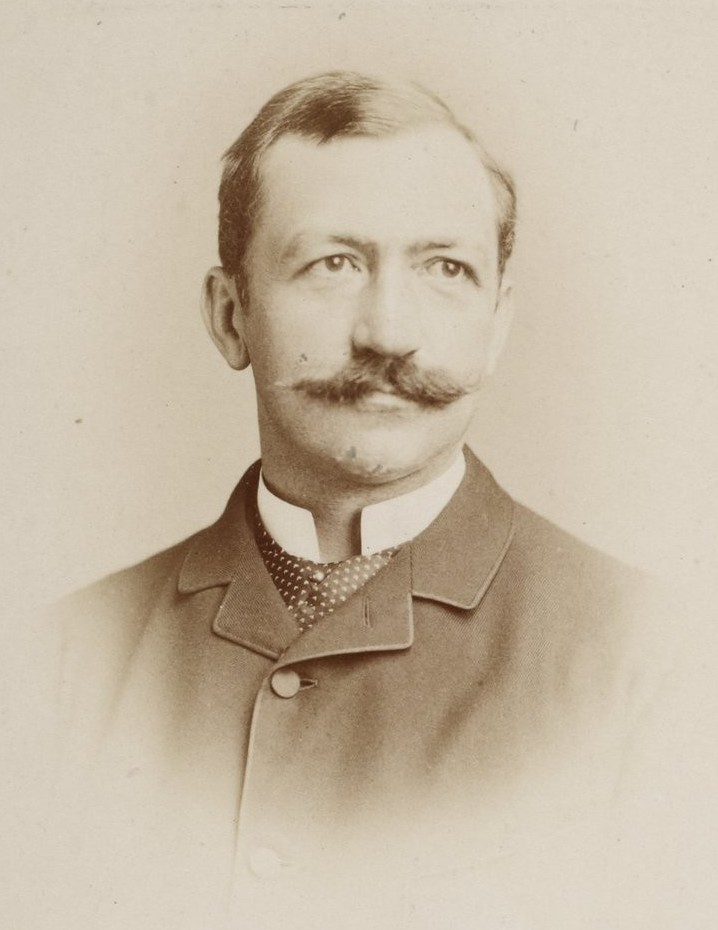
Paul Güßfeldt

Handschrift von Paul Güßfeldt

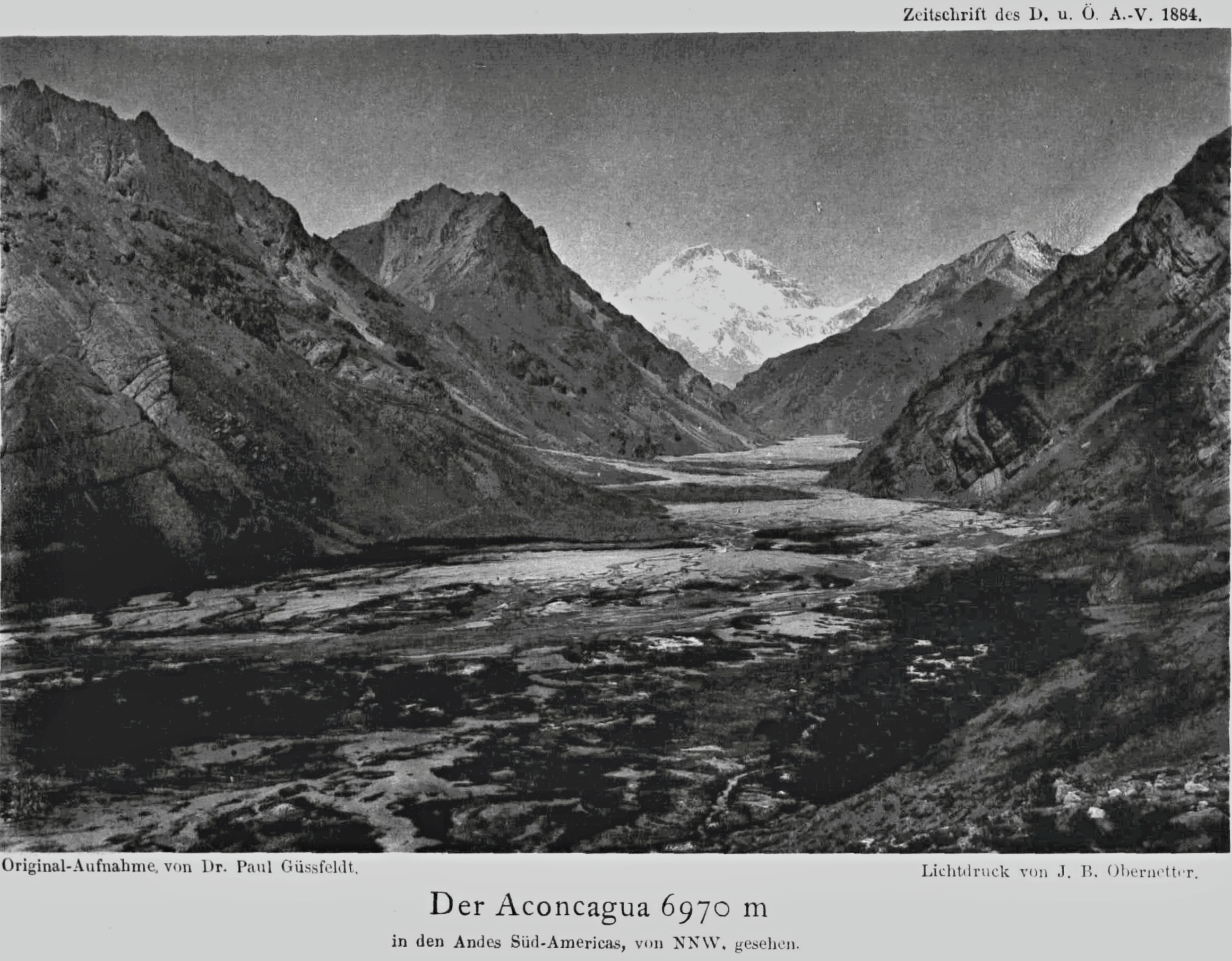
Aufnahme des Aconcagua von Paul Güßfeldt

Richard Paul Wilhelm Güßfeldt (* 14. Oktober 1840 in Berlin; † 17. Januar 1920 ebenda) war ein deutscher Geograph, Forschungsreisender und Alpinist.

## Leben
Nach dem Besuch des Französischen Gymnasiums Berlin studierte Güßfeldt ab 1859 an der Ruprecht-Karls-Universität Heidelberg Naturwissenschaften und Mathematik. 1860 wurde er im Corps Vandalia Heidelberg recipiert. Als Inaktiver wechselte er an die Friedrich-Wilhelms-Universität zu Berlin, die Hessische Ludwigs-Universität Gießen und die Rheinische Friedrich-Wilhelms-Universität Bonn. Er habilitierte sich 1868 in Bonn und lehrte als Privatdozent.
Nachdem er den Deutsch-Französischen Krieg 1870/71 als Freiwilliger mitgemacht hatte, trat er als Leiter an die Spitze der ersten von der Deutschen Gesellschaft zur Erforschung Äquatorialafrikas ausgerüsteten Expedition nach der Loango-Küste, ein Unternehmen, an dem er sich auch finanziell mit einer bedeutenden Summe beteiligte. Durch einen Schiffbruch bei Freetown am 14. Januar 1873 verlor die Expedition die ganze Ausrüstung und konnte infolgedessen erst am 25. Juli 1873 in Banana an der Mündung des Kongo landen. Darauf errichtete er mit Adolf Bastian die Station Tschinschotscho, schaffte es aber trotz wiederholter Versuche nicht, ins Landesinnere vorzudringen und musste sich am 7. Juli 1875 wieder einschiffen. Die wissenschaftlichen Ergebnisse dieser Expedition legte er in dem ersten Teil des mit seinen Reisegefährten Julius Falkenstein und Eduard Pechuel-Loesche verfassten Werkes Die Loango-Expedition nieder. 1876 unternahm Güßfeldt eine Reise nach Ägypten und erkundete von dort mit Georg Schweinfurth die Arabische Wüste. 1878 wurde Güßfeldt in die Deutsche Akademie der Naturforscher Leopoldina gewählt.
Im September 1882 ging er nach Südamerika, um die zentralen Anden zu erforschen. Unter 34° 30’ südlicher Breite entdeckte er im Cypressenthal ein großes Gletschergebiet. Er erstieg am 19. Januar 1883 allein die höchste Spitze (5400 m) des Kraterrandes des Vulkans Maipo, am 21. Februar den Aconcagua bis 6400 m Höhe, sodass nach seiner Messung nur noch 570 m bis zum Gipfel verblieben, erforschte im April und Mai das Hochland von Bolivien und kehrte im Juli nach Berlin zurück, wo er den Posten eines Generalsekretärs der Gesellschaft für Erdkunde übernahm, den er aber schon Mitte 1885 niederlegte.
Er vollzog zahlreiche Winterbesteigungen, etwa der Grandes Jorasses und des Gran Paradiso, und er beging einige neue Routen in der Mont-Blanc-Gruppe, beispielsweise den Peutereygrat, den er vom 15. bis 19. August 1893 mit Émile Rey, Christian Klucker und César Ollier erstieg. Der Point Güßfeldt (4112 m) als höchster Punkt der Aiguille Blanche de Peuterey wurde nach ihm benannt, wie auch der Güßfeldtsattel zwischen Piz Scerscen und Piz Roseg. Diese heute zumeist als Porta da Roseg bezeichnete Einschartung wurde von Güßfeldt mit Hans Grass, Peter Jenny and Caspar Capat am 13. September 1872 erstbestiegen.
Schilderungen aus seiner amerikanischen Reise gab er in der Deutschen Rundschau; über seine zahlreichen Alpenwanderungen berichtete er in dem Buch In den Hochalpen. Erlebnisse aus den Jahren 1859–85.
Von 1889 bis 1914 begleitete Güßfeldt Kaiser Wilhelm II. allsommerlich auf seinen Nordlandfahrten, die er auch zu planen hatte. Der Kaiser schätzte ihn sehr und widmete ihm zwei Seiten in seinem Buch Aus meinem Leben (1927, S. 238 f.).
Paul Güßfeldt war ein Mitglied im Bund der Freimaurer.

## Ehrungen
Mehrere Pflanzenarten wurden zu Ehren von Güßfeldt benannt: Dianthus guessfeldtianus Muschl., Oxalis guessfeldtii R. Knuth und Icacina guessfeldtii Asch.